# Beameromyia incisuralis
Beameromyia incisuralis là một loài ruồi trong họ Asilidae. Beameromyia incisuralis được Scarbrough & Perez-Gelabert miêu tả năm.